# Pedro Paulo Koop
Pedro Paulo Koop MSC (* 4. September 1905 in Hillegom, Niederlande; † 26. März 1988) war Bischof von Lins.

## Leben
Pedro Paulo Koop trat der Ordensgemeinschaft der Herz-Jesu-Missionare bei und empfing am 10. August 1930 das Sakrament der Priesterweihe.
Am 27. Juli 1964 ernannte ihn Papst Paul VI. zum Bischof von Lins. Der Apostolische Nuntius in Brasilien, Erzbischof Sebastiano Baggio, spendete ihm am 8. September desselben Jahres die Bischofsweihe; Mitkonsekratoren waren der Erzbischof von Botucatu, Henrique Golland Trindade OFM, und der Bischof von Bauru, Vicente Ângelo José Marchetti Zioni.
Am 11. Oktober 1980 nahm Papst Johannes Paul II. das von Koop vorgebrachte Rücktrittsgesuch an.
Pedro Paulo Koop nahm an der dritten und vierten Sitzungsperiode des Zweiten Vatikanischen Konzils teil.